# Serra de la Balmeta
Serra de la Balmeta är en bergskedja i Spanien.   Den ligger i regionen Katalonien, i den östra delen av landet, 600 km öster om huvudstaden Madrid.